# Tiền Lương

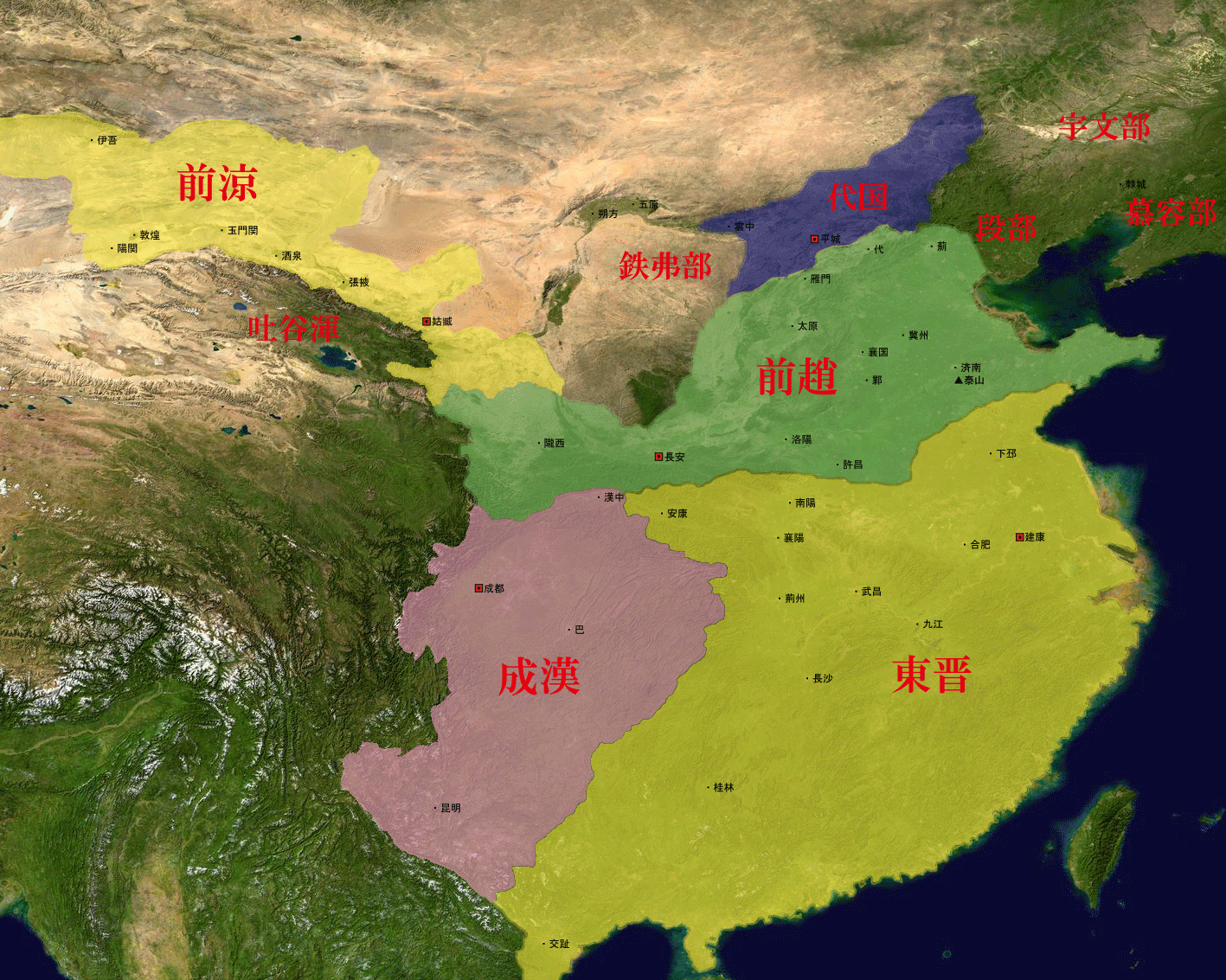
Năm 315
Tiền Lương
Đông Tấn
Thành Hán
Tiền Triệu
Đại

Nhà Tiền Lương (tiếng Trung: 前凉, bính âm: Qián Liáng) 320–376, là một quốc gia trong Ngũ Hồ Thập lục quốc vào cuối thời kỳ nhà Tấn (265-420) tại Trung Quốc. Quốc gia này do họ Trương của người Hán thành lập. Lãnh thổ của nó bao gồm các khu vực thuộc Cam Túc và một phần của Ninh Hạ, Thiểm Tây, Thanh Hải và Tân Cương.
Tất cả những người cai trị của Tiền Lương chủ yếu giữ tước hiệu của nhà Tấn ban phong cho họ là Tây Bình công (西平公), ngoại trừ Trương Tộ đã tự xưng Vương. Tuy nhiên, tất cả các nhà cai trị của Tiền Lương đều dùng tước Vương khi cần có liên hệ ngoại giao với các nhà Hán Triệu, Hậu Triệu hay Tiền Tần.

## Các vua nhà Tiền Lương
Niên hiệu Kiến Hưng là của Tấn Mẫn Đế (300-318, trị vì từ năm 313 đến năm 316), do họ Trương vẫn tuyên bố trung thành với nhà Tấn. Tuy nhiên, trong nội bộ, có thể họ vẫn sử dụng niên hiệu riêng, chẳng hạn Trương Mậu có niên hiệu Vĩnh Quang (永光).
| Miếu hiệu        | Thụy hiệu                          | Họ tên                   | Trị vì                 | Niên hiệu                                          |
| ---------------- | ---------------------------------- | ------------------------ | ---------------------- | -------------------------------------------------- |
| Thái Tông (太宗) | Thành Liệt Vương (成烈王)          | Trương Mậu 張茂          | 320-324                | Kiến Hưng (建興) 320-324                           |
| Thế Tổ (世祖)    | Văn vương (文王)                   | Trương Tuấn 張駿         | 324-346                | Kiến Hưng (建興) 324-346                           |
| Thế Tông (世宗)  | Hoàn vương (桓王)                  | Trương Trọng Hoa 張重華  | 346-353                | Kiến Hưng (建興) 346-353                           |
| Không            | Ai công (哀公)                     | Trương Diệu Linh 張曜靈  | 3 tháng (9-12) năm 353 | Kiến Hưng (建興) 346-353                           |
| Cao Tông (高宗)  | Uy Vương (威王)                    | Trương Tộ 張祚           | 353-355                | Kiến Hưng (建興) 353-354 Hòa Bình (和平) 354-355   |
| Không            | Kính Điệu (敬悼公) hay Xung (沖王) | Trương Huyền Tịnh 張玄靚 | 355-363                | Kiến Hưng (建興) 355-361 Thăng Bình (升平) 361-363 |
| Không            | Điệu công (悼公)                   | Trương Thiên Tích 張天錫 | 364-376                | Thăng Bình (升平) 364-376                          |

|                                               |                                               |                                               |                                               |                                               |                                               |  |  | Lương Vũ Vương Trương Quỹ 255-301-314          |                                                |                                                |                                                |                                                |                                                |  |  |                                                      |                                                      |                                                      |                                                      |                                                      |                                                      |  |  |  |  |  |  |  |  |  |  |  |  |  |  |  |  |  |  |
|                                               |                                               |                                               |                                               |                                               |                                               |  |  |                                                |                                                |                                                |                                                |                                                |                                                |  |  |                                                      |                                                      |                                                      |                                                      |                                                      |                                                      |  |  |  |  |  |  |  |  |  |  |  |  |  |  |  |  |  |  |
|                                               |                                               |                                               |                                               |                                               |                                               |  |  |                                                |                                                |                                                |                                                |                                                |                                                |  |  |                                                      |                                                      |                                                      |                                                      |                                                      |                                                      |  |  |  |  |  |  |  |  |  |  |  |  |  |  |  |  |  |  |
|                                               |                                               |                                               |                                               |                                               |                                               |  |  | Lương Minh Vương Trương Thực ?-314-320         | Lương Minh Vương Trương Thực ?-314-320         | Lương Minh Vương Trương Thực ?-314-320         | Lương Minh Vương Trương Thực ?-314-320         | Lương Minh Vương Trương Thực ?-314-320         | Lương Minh Vương Trương Thực ?-314-320         |  |  | Lương Thành Vương Trương Mậu 276-320-324             | Lương Thành Vương Trương Mậu 276-320-324             | Lương Thành Vương Trương Mậu 276-320-324             | Lương Thành Vương Trương Mậu 276-320-324             | Lương Thành Vương Trương Mậu 276-320-324             | Lương Thành Vương Trương Mậu 276-320-324             |  |  |  |  |  |  |  |  |  |  |  |  |  |  |  |  |  |  |
|                                               |                                               |                                               |                                               |                                               |                                               |  |  | Lương Minh Vương Trương Thực ?-314-320         | Lương Minh Vương Trương Thực ?-314-320         | Lương Minh Vương Trương Thực ?-314-320         | Lương Minh Vương Trương Thực ?-314-320         | Lương Minh Vương Trương Thực ?-314-320         | Lương Minh Vương Trương Thực ?-314-320         |  |  | Lương Thành Vương Trương Mậu 276-320-324             | Lương Thành Vương Trương Mậu 276-320-324             | Lương Thành Vương Trương Mậu 276-320-324             | Lương Thành Vương Trương Mậu 276-320-324             | Lương Thành Vương Trương Mậu 276-320-324             | Lương Thành Vương Trương Mậu 276-320-324             |  |  |  |  |  |  |  |  |  |  |  |  |  |  |  |  |  |  |
|                                               |                                               |                                               |                                               |                                               |                                               |  |  | Lương Văn Vương Trương Tuấn 307-324-346        |                                                |                                                |                                                |                                                |                                                |  |  |                                                      |                                                      |                                                      |                                                      |                                                      |                                                      |  |  |  |  |  |  |  |  |  |  |  |  |  |  |  |  |  |  |
|                                               |                                               |                                               |                                               |                                               |                                               |  |  |                                                |                                                |                                                |                                                |                                                |                                                |  |  |                                                      |                                                      |                                                      |                                                      |                                                      |                                                      |  |  |  |  |  |  |  |  |  |  |  |  |  |  |  |  |  |  |
|                                               |                                               |                                               |                                               |                                               |                                               |  |  |                                                |                                                |                                                |                                                |                                                |                                                |  |  |                                                      |                                                      |                                                      |                                                      |                                                      |                                                      |  |  |  |  |  |  |  |  |  |  |  |  |  |  |  |  |  |  |
| Lương Uy Vương Trương Tộ ?-353-355            | Lương Uy Vương Trương Tộ ?-353-355            | Lương Uy Vương Trương Tộ ?-353-355            | Lương Uy Vương Trương Tộ ?-353-355            | Lương Uy Vương Trương Tộ ?-353-355            | Lương Uy Vương Trương Tộ ?-353-355            |  |  | Lương Hoàn Vương Trương Trọng Hoa 327-346-353  | Lương Hoàn Vương Trương Trọng Hoa 327-346-353  | Lương Hoàn Vương Trương Trọng Hoa 327-346-353  | Lương Hoàn Vương Trương Trọng Hoa 327-346-353  | Lương Hoàn Vương Trương Trọng Hoa 327-346-353  | Lương Hoàn Vương Trương Trọng Hoa 327-346-353  |  |  | Tây Bình Điệu Công Trương Thiên Tích 346-363-376-406 | Tây Bình Điệu Công Trương Thiên Tích 346-363-376-406 | Tây Bình Điệu Công Trương Thiên Tích 346-363-376-406 | Tây Bình Điệu Công Trương Thiên Tích 346-363-376-406 | Tây Bình Điệu Công Trương Thiên Tích 346-363-376-406 | Tây Bình Điệu Công Trương Thiên Tích 346-363-376-406 |  |  |  |  |  |  |  |  |  |  |  |  |  |  |  |  |  |  |
| Lương Uy Vương Trương Tộ ?-353-355            | Lương Uy Vương Trương Tộ ?-353-355            | Lương Uy Vương Trương Tộ ?-353-355            | Lương Uy Vương Trương Tộ ?-353-355            | Lương Uy Vương Trương Tộ ?-353-355            | Lương Uy Vương Trương Tộ ?-353-355            |  |  | Lương Hoàn Vương Trương Trọng Hoa 327-346-353  | Lương Hoàn Vương Trương Trọng Hoa 327-346-353  | Lương Hoàn Vương Trương Trọng Hoa 327-346-353  | Lương Hoàn Vương Trương Trọng Hoa 327-346-353  | Lương Hoàn Vương Trương Trọng Hoa 327-346-353  | Lương Hoàn Vương Trương Trọng Hoa 327-346-353  |  |  | Tây Bình Điệu Công Trương Thiên Tích 346-363-376-406 | Tây Bình Điệu Công Trương Thiên Tích 346-363-376-406 | Tây Bình Điệu Công Trương Thiên Tích 346-363-376-406 | Tây Bình Điệu Công Trương Thiên Tích 346-363-376-406 | Tây Bình Điệu Công Trương Thiên Tích 346-363-376-406 | Tây Bình Điệu Công Trương Thiên Tích 346-363-376-406 |  |  |  |  |  |  |  |  |  |  |  |  |  |  |  |  |  |  |
|                                               |                                               |                                               |                                               |                                               |                                               |  |  |                                                |                                                |                                                |                                                |                                                |                                                |  |  |                                                      |                                                      |                                                      |                                                      |                                                      |                                                      |  |  |  |  |  |  |  |  |  |  |  |  |  |  |  |  |  |  |
| Tây Bình Ai Công Trương Diệu Linh 344-353-355 | Tây Bình Ai Công Trương Diệu Linh 344-353-355 | Tây Bình Ai Công Trương Diệu Linh 344-353-355 | Tây Bình Ai Công Trương Diệu Linh 344-353-355 | Tây Bình Ai Công Trương Diệu Linh 344-353-355 | Tây Bình Ai Công Trương Diệu Linh 344-353-355 |  |  | Lương Xung Vương Trương Huyền Tịnh 350-355-363 | Lương Xung Vương Trương Huyền Tịnh 350-355-363 | Lương Xung Vương Trương Huyền Tịnh 350-355-363 | Lương Xung Vương Trương Huyền Tịnh 350-355-363 | Lương Xung Vương Trương Huyền Tịnh 350-355-363 | Lương Xung Vương Trương Huyền Tịnh 350-355-363 |  |  | Trương Đại Dự ?-386-387                              | Trương Đại Dự ?-386-387                              | Trương Đại Dự ?-386-387                              | Trương Đại Dự ?-386-387                              | Trương Đại Dự ?-386-387                              | Trương Đại Dự ?-386-387                              |  |  |  |  |  |  |  |  |  |  |  |  |  |  |  |  |  |  |